# Campionati europei di ciclismo su strada - Gara in linea maschile Under-23
La Gara in linea Uomini Under-23 è uno degli eventi disputati durante i Campionati europei di ciclismo su strada. La prima edizione risale al 1995.

## Albo d'oro
Aggiornato all'edizione 2024.
| Anno | Vincitore            | Secondo             | Terzo                 |
| ---- | -------------------- | ------------------- | --------------------- |
| 1995 | Mirko Celestino      | Romāns Vainšteins   | Giuliano Figueras     |
| 1996 | Cândido Barbosa      | Daniele Contrini    | Sergej Ivanov         |
| 1997 | Salvatore Commesso   | Sven Montgomery     | Gerrit Glomser        |
| 1998 | Zoran Klemenčič      | Andy Vidts          | Raphael Schweda       |
| 1999 | Michele Gobbi        | Luca Paolini        | Fabio Bulgarelli      |
| 2000 | Graziano Gasparre    | Stefan Adamsson     | Lorenzo Bernucci      |
| 2001 | Giampaolo Caruso     | Eric Baumann        | Roman Luhovyj         |
| 2002 | Michael Albasini     | Michail Timošin     | Matthieu Sprick       |
| 2003 | Giovanni Visconti    | Jérémy Roy          | Kristjan Fajt         |
| 2004 | Kalvis Eisaks        | Tom Veelers         | Artūrs Ansons         |
| 2005 | František Raboň      | Anders Lund         | Nick Ingels           |
| 2006 | Benoît Sinner        | Rene Mandri         | Francesco Gavazzi     |
| 2007 | Andrej Kljuev        | Ignatas Konovalovas | Normunds Lasis        |
| 2008 | Cyril Gautier        | Paul Voss           | Timofej Krickij       |
| 2009 | Kris Boeckmans       | Jarosław Marycz     | Sacha Modolo          |
| 2010 | Paweł Gawroński      | Nélson Oliveira     | Arnaud Démare         |
| 2011 | Julian Kern          | Siarhej Novikaŭ     | Kanstancin Klimjankoŭ |
| 2012 | Jan Tratnik          | Andžs Flaksis       | Wouter Wippert        |
| 2013 | Sean De Bie          | Petr Vakoč          | Toms Skujiņš          |
| 2014 | Stefan Küng          | Iuri Filosi         | Anthony Turgis        |
| 2015 | Erik Baška           | Mamyr Staš          | Davide Martinelli     |
| 2016 | Aljaksandr Rabušėnka | Bjorg Lambrecht     | Andrea Vendrame       |
| 2017 | Casper Pedersen      | Benoît Cosnefroy    | Marc Hirschi          |
| 2018 | Marc Hirschi         | Victor Lafay        | Fernando Barceló      |
| 2019 | Alberto Dainese      | Niklas Larsen       | Rait Ärm              |
| 2020 | Jonas Hvideberg      | Anthon Charmig      | Vojtěch Řepa          |
| 2021 | Thibau Nys           | Filippo Baroncini   | Juan Ayuso            |
| 2022 | Felix Engelhardt     | Mathias Vacek       | Davide De Pretto      |
| 2023 | Henrik Pedersen      | Iván Romeo          | Paul Magnier          |
| 2024 | Huub Artz            | Niklas Behrens      | Léandre Lozouet       |

## Medagliere
| Pos.   | Nazione     | Oro | Argento | Bronzo | Totale |
| ------ | ----------- | --- | ------- | ------ | ------ |
| 1      | Italia      | 7   | 4       | 8      | 19     |
| 2      | Belgio      | 3   | 2       | 1      | 6      |
| 3      | Svizzera    | 3   | 1       | 1      | 5      |
| 4      | Slovenia    | 3   | 0       | 1      | 4      |
| 5      | Francia     | 2   | 3       | 5      | 10     |
| 6      | Germania    | 2   | 3       | 1      | 6      |
| 7      | Danimarca   | 2   | 3       | 0      | 5      |
| 8      | Lettonia    | 1   | 2       | 3      | 6      |
| 9      | Russia      | 1   | 2       | 2      | 5      |
| 10     | Rep. Ceca   | 1   | 2       | 1      | 4      |
| 11     | Bielorussia | 1   | 1       | 1      | 3      |
| 11     | Paesi Bassi | 1   | 1       | 1      | 3      |
| 13     | Polonia     | 1   | 1       | 0      | 2      |
| 13     | Portogallo  | 1   | 1       | 0      | 2      |
| 15     | Norvegia    | 1   | 0       | 0      | 1      |
| 16     | Spagna      | 0   | 1       | 2      | 3      |
| 17     | Estonia     | 0   | 1       | 1      | 2      |
| 18     | Lituania    | 0   | 1       | 0      | 1      |
| 18     | Svezia      | 0   | 1       | 0      | 1      |
| 20     | Austria     | 0   | 0       | 1      | 1      |
| 20     | Ucraina     | 0   | 0       | 1      | 1      |
| Totale | Totale      | 30  | 30      | 30     | 90     |